# Зьонгеїт
Зьонгеїт (оригінальне найменування Söhngeit) — дуже рідкісний мінерал із мінерального класу «оксиди та гідроксиди» з хімічним складом Ga(OH)3 і є, таким чином, гідроксидом галію.
Зьонгеїт кристалізується в орторомбічній кристалічній системі і утворює псевдокубічні кристали, а також характерно сформовані кристалічні двійники та мінеральні агрегати розміром до одного сантиметра. У чистому вигляді зьонгеїт безбарвний і прозорий. Однак внаслідок багаторазове заломлення через дефекти кристалічної ґратки або полікристалічну будову він також може бути білим напівпрозорим і, завдяки стороннім домішкам, набувати світло-жовтого, світло-коричневого або світло-зеленувато-жовтого кольору.

## Етимологія та історія
Першовідкривачем зьонгеїту вважається Гуго Штрунц, який знайшов мінерал на вторинно перетворених зразках германіту з домішками ґаліту, які були зібрані на початку 1965 року. Подальші дослідження призвели до встановлення присутності нового мінералу, який був визнаний ІМА у 1965 році. Трохи пізніше, у 1965 р., Гуго Штрунц описав цей мінерал у короткій статті. Мінерал був названий на честь геолога Адольфа Пауля Герхарда Зенге (1913—2006), який був головним геологом копальні Цумеб у Намібії з 1950 по 1968 рік.
Типовий зразок мінералу зберігається в Технічному університеті Берліна (Cotyp, колекція № 86/69 за місцем розташування 89-1).
Зьонгеїт був описаний в 1965 році як «перший оксидний мінерал галію» і є єдиним відомим на сьогодні мінералом, в якому галій є основним компонентом. Ідеальний Ga(OH)6 складається з 77,62 % Ga2O3 і 22,38 % H2O, тоді як в аналізованих кристалах зьонгеїту були також виявлені невеликі домішки кремнію, алюмінію та заліза.